# أدريانا أباسكال
أدريانا أباسكال (بالإسبانية: Adriana Abascal)‏ هي متسابقة ملكة الجمال وعارضة مكسيكية، ولدت في 31 أكتوبر 1970 في ولاية فيراكروز في المكسيك.

## روابط خارجية
- أدريانا أباسكال على موقع دليل عارضات الأزياء (الإنجليزية)